# اردشیر پسر بیژن
اردشیر پسر بیژن، نوه گیو، کسی که مطابق برخی متون شاهنامه، با برادرش شیرویه در نبرد لهراسب با رومی‌ها شرکت کرده بود. نه او و نه برادرش، هیچ‌کدام در قدیمی‌ترین نسخه خطی، نام برده نشده‌اند، در حالی که این نسخه فقط از شرکت پسر گودرز در این جنگ خبر می‌دهد.

## اردشیر در منابع
در مجمل، اردشیر پسر بیژن به عنوان فرمانده قهرمان در دوران حکومت بهرام ظاهر می‌شود. این اطلاعات بایستی با داستان بهمن نامه حکیم ایرانشاه بن ابی الخیر مقایسه کرد که بر طبق آن، اردشیر به همراه همسر بهمن، کتایون و معشوقه اش، لولو علیه بهمن توطئه کردند و بهمن را از ایران بیرون کردند. بهمن به کمک ارتش‌های سوریه و مصر به ایران برگشت و بین دو جبهه نبرد در گرفت. در حالی که اردشیر در نبرد تنها با شاه سوریه به پیکار مشغول بود، ناگهان طوفان شن در گرفت و از گرد و غبار، جنگجوی غول پیکری مرموز سوار بر اسب بیرون آمد و اردشیر را دستگیر کرد.

## اردشیر در شاهنامه
نام اصلی اردشیر در شاهنامه بهمن گزارش شده که در کودکی اسیر و در کشور زابل نزد رستم بزرگ شد. بهمن ظاهراً پسر اسفندیار در نبرد رستم و اسفندیار و پس از مرگ اسفندیار به خواست خود اسفندیار، بهمن به فرزند خواندگی رستم در آمد و تا دوران بلوغ در آن کشور به‌سر برد. او از کیش و آئین نیاکان خویش یعنی مزدیسنا فاصله داشت و چیزی در این باره نیاموخته بود. گشتاسپ در حالی که از قبل، طبق گفته های معبران، میدانست اسفندیار در نهایت به دست رستم کشته می شود، اسفندیار را به نبرد رستم فرستاد تا او را به بند بکشد و به استخر بیاورد. اسفندیار در این جنگ کشته شد و وقتی گشتاسپ این موضوع را فهمید، دق کرد و مرد. اردشیر(بهمن) به پادشاهی رسید و به رسم انتقام اسفندیار، زال را اسیر کرد. فرامرز هم با شنیدن این خبر به جنگ با بهمن رفت و در نهایت کشته شد. رابط میان ایران و زابل پشوتن بود و به اصرار او زال از بند رها شد. پشوتن هنگامی‌که بهمن را به ایران آورد گشتاسپ نوه‌اش را اینگونه مورد خطاب قرار داد:
| چو گشتاسپ روی نبیره بدید   |  | شد از آب دیده رخش ناپدید     |
| بدو گفت اسفندیاری تو بس    |  | نمانی به گیتی جز او را به کس |
| ورا یافت روشن دل و یاد گیر |  | از آن پس همی خواندش اردشیر   |